# Týnec (tvrz)
Tvrz Týnec (někdy uváděna jako hrad) je zaniklé středověké sídlo, které leží poblíž stejnojmenné obce v okrese Břeclav.

## Historie
Týnec se v listinách uvádí už roku 1244, kdy se po něm psal jistý Markvart. Roku 1368 byl majitelem tvrze a panství Pavel ze Zdounek a Týnce, který pocházel z rodu pánů z Holštejna. Po jeho smrti získal tvrz Vok II. z Holštejna, který ji roku 1384 prodal markraběti Joštovi. Markrabě tvrz postoupil svým straníkům, roku 1415 koupil Týnec Sulík z Konice. Tvrz byla za husitských válek dobyta, potomci nových majitelů se za česko-uherských válek postavili proti králi Jiřímu, za což byla tvrz s panstvím konfiskována. Roku 1470 byla však znovu dobyta a pobořena. Byla sice provizorně opravena, ale roku 1528 při prodeji panství Žerotínům se udává jako pustá.